# Banna’a
Rab Banna’a, (hebräisch רבי בנאה) auch: Bannaja oder Benaja war ein jüdischer Gelehrter der Antike, etwa dem frühen 3. Jahrhundert n. Chr., aus der römischen Provinz Syria Palaestina. 

## Leben und Wirken
Rab Banna’a wird zu den Tannaiten der fünften Generation gezählt, die den Übergang zu den Amoräern bildeten. Die Tannaiten waren die Gesetzeslehrer, deren Lehren den Inhalt der Mischna bildeten. 
Von ihm haben sich halachische wie auch haggadische Aussprüche erhalten.
Innere Widersprüche einzelner Pentateuch-Abschnitte versuchte er dadurch zu erklären, dass die Tora in voneinander unabhängigen Rollen offenbart worden sei (bab. Gittin 60 a).
Sein Haupttradent und gleichzeitig bedeutendster Schüler war Jochanan bar Nappacha.